# 스튜어트 그레인저
스튜어트 그레인저(Stewart Granger, 1913년 5월 6일 ~ 1993년 8월 16일)는 잉글랜드의 배우이다.

## 출연 작품
- 사랑의 승리 (1990)
- 카멜레온 (1989)
- 비키니 혹성 (1987)
- 호텔 - 시리즈 (1983)
- 지옥의 특전대 (1978)
- 사랑의 유람선 (1977)
- 무비 오지 (1968)
- 라스트 사파리 (1967)
- 킬러 카니발 (1966)
- 침략 전선 (1964)
- 소돔과 고모라 (1962)
- 알래스카의 혼 (1960)
- 오두막 집 (1957)
- 최후의 총격 (1956)
- 보와니 분기점 (1956)
- 문프릿 (1955)
- 호걸 브롬멜 (1954)
- 에메랄드 (1954)
- 형제는 용감했다 (1953)
- 비련의 공주 엘리자베스 (1953)
- 살로메(영어판) (1953)
- 더 라이트 터치 (1952)
- 스카라무슈 (1952)
- 젠다성의 포로 (1952)
- 솔로몬 왕의 보고 (1950)
- 사라밴드 (1948)
- 마법의 활 (1946)
- 캐러밴 (1946)
- 시저와 클레오파트라 (1945)
- 워털루 가 (1945)
- 맨 인 그레이 (1943)